# Budō
Budō (武道 Budō: vía del guerrero o camino del guerrero?) (en vietnamita: Võ Đạo) es un término que engloba el conocimiento técnico de las artes marciales japonesas contemporáneas, y al conjunto de normas éticas para sus practicantes referidas a su aplicación de manera similar a lo que representaba el bushidō para los guerreros samurái o bushi. Es también el término moderno en japonés para referirse a las artes marciales contemporáneas (gendai budō) y de uso común por parte de practicantes de todo el mundo. Budō es camino marcial en un sentido técnico, teórico y ético al mismo tiempo, ya que en su corpus se incluyen aspectos tanto marciales como espirituales (meditación, etiqueta, valores, etcétera).

## Historia
El término “budō” se usaba antes del período Tokugawa (1600-1868) y originalmente significaba “el camino de la vida del samurái”, o “bushidō” y no solo se refería a bujutsu (técnicas marciales) o bugei. 
Hoy día la palabra budō se usa como término genérico para referirse a las enseñanzas de las artes marciales tradicionales como: kendo, judo, aikidō, y karate, llegando a popularizarse en la Era Taishō (1918-1925)
El bugei o saber marcial clásico (anterior a la Restauración Meiji) se denomina koryū y era parte de la educación del guerrero samurái, estando vedado a quienes no pertenecieran a ese grupo social; pero después de la Guerra Boshin en 1868 con la abolición del sistema feudal, estas artes trascendieron al público general, pero como el código bushidō no era aplicable a quienes no fueran guerreros educados en él desde su infancia, se desarrolla el equivalente aplicable a la población general en las artes marciales tradicionales, tanto deportivas o no, denominadas gendai budō, lo que parece indicar que su enseñanza debe ir acompañada de este conjunto de normas éticas y morales que hagan segura su práctica y aplicación. 
Las bases del budō contemporáneo fueron estructuradas a finales del siglo XIX fundamentalmente en el Dai Nihon Butokukai a la vez que se estructuraban y organizaban las artes marciales tradicionales modernas del judo, el karate, el kendo y el aikidō a partir de las artes marciales clásicas ancestrales o koryū, como el daitō-ryū aiki-jutsu, el jūjutsu, el kenpō de Ryukyū (o puño de Okinawa) o to-de / tuidi, y el kenjutsu (esgrima), entre otras.
Si bien existen numerosos estilos de budō, los definidos y promovidos actualmente por el Consejo de Artes Marciales de Japón son nueve: judo, kendo, kyūdō, sumo, karate, aikidō, shorinji kempo, naginata (camino de la alabarda) y jūkendō (camino de la bayoneta). La mayoría de estas disciplinas difieren en historia o énfasis y en algunos casos (como el del karate) no se originaron en Japón. La Asociación Japonesa del Budō se fundó en 1977, siendo conformada por las federaciones que representan las nueve disciplinas. Algunas de las formas de budō populares no incluidas por la asociación son el Iaidō, kūdō, Shintaido, o Nippon kempo. 
Las disciplinas budō manejan un sistema de grados "kyu-dan” con el fin de evaluar el progreso técnico-táctico y moral de los practicantes.
La “Constitución del Budō” fue proclamada en 1987 por la Asociación Japonesa de Budō y tiene como máximo ideal “buscar la perfecta unión de mente y técnica"
Las artes marciales tradicionales o gendai budō han alcanzado un alto reconocimiento de la sociedad moderna, al ser derivadas de la práctica de bujutsu clásico Japonés, y en su transición a la modernidad han sido influenciadas por las normativas de los deportes occidentales, y así también el koryū budō o artes marciales clásicas se convirtieron en su contraparte. El arte del budō ha evolucionado radicalmente con el paso del tiempo de acuerdo a aspectos enfatizados en su reestructura y desarrollo.

## Filosofía y forma de vida
Las filosofías del confucianismo, el sintoísmo, el taoísmo, y el budismo (sobre todo en su corriente zen), han influido históricamente  en el bushidō y hoy día son una parte integrante fundamental del budō, o camino marcial.
Como forma de vida, la práctica del budō, o de las artes marciales tradicionales requiere del practicante: un alto grado de conciencia interna y externa basada en: el conocimiento del propio cuerpo y el manejo de la respiración, la comprensión de las emociones en diferentes situaciones, la estabilidad del pensamiento, y la sincronización con el movimiento exterior (tanto de objetos como de las personas y seres vivos), la empatía con los demás, y la introspección continua. Por medio de la meditación, la autorreflexión y la práctica ética de las artes marciales.